# Saint-Aignan-sur-Roë
Saint-Aignan-sur-Roë település Franciaországban, Mayenne megyében. Lakosainak száma 934 fő (2022. január 1.). Saint-Aignan-sur-Roë Rannée, Brains-sur-les-Marches, Congrier, La Rouaudière, Saint-Michel-de-la-Roë, Saint-Saturnin-du-Limet és La Selle-Craonnaise községekkel határos.

## Népesség
A település népessége az elmúlt években az alábbi módon változott:
| Lakosok száma | 756  | 935  | 975  | 869  | 894  | 892  | 894  | 901  | 903  | 934  |
|               | 1968 | 1982 | 1990 | 2006 | 2013 | 2015 | 2017 | 2019 | 2020 | 2022 |